# Saint David (Dominica)
Saint David ist ein Parish auf der Insel Dominica. Mit einer Fläche von 131,6 km² ist er der zweitgrößte Parish Dominicas. Größte Gemeinde ist Castle Bruce mit einer Bevölkerungszahl von 1387 Einwohnern. Im Norden der Parish befindet sich das Kalinago Territory, in dem 3000 Nachkommen der Caribindianer leben.

## Orte
- Castle Bruce
- Rosalie (Dominica)
- Bataka
- Salybia